# Oklahoma Hill
Oklahoma Hill az Amerikai Egyesült Államok északnyugati részén, Oregon állam Clatsop megyéjében elhelyezkedő önkormányzat nélküli település.